# Battaglia di Ciney
La battaglia di Ciney si svolse in vicinanza delle rive della Mosa in Belgio, nella fase culminante dell'offensiva tedesca delle Ardenne, durante la seconda guerra mondiale. Le unita corazzate di punta delle Panzer-Divisionen, giunte, dopo un'avanzata di un centinaio di km dalle loro basi di partenza, in vista del fiume nella regione di Dinant ed in procinto di tentare l'attraversamento per proseguire verso ovest, vennero colte di sorpresa e contrattaccate da una potente concentrazione di mezzi corazzati della 2ª Divisione corazzata americana, posizionati a Ciney, sul fianco destro tedesco.
Negli scontri le forze statunitensi, sostenute anche da un valido appoggio aereo e da alcuni reparti della 29ª Brigata corazzata britannica, inflissero gravissime perdite al nemico ed i tedeschi, a corto anche di carburante e rifornimenti, vennero isolati e rischiarono la distruzione totale. Solo i resti delle unità di testa riuscirono a svincolarsi ed a ripiegare, perdendo molto materiale. La dura sconfitta subita smorzò definitivamente le possibilità di ulteriore avanzata delle divisioni corazzate della 5. Panzerarmee, segnando una svolta decisiva a favore degli Alleati.